# Lasse Virén
Lasse Artturi Virén (* 22. Juli 1949 in Myrskylä) ist ein ehemaliger finnischer Leichtathlet. Er war auf den Langstreckenlauf spezialisiert und ist vierfacher Olympiasieger.

## Werdegang

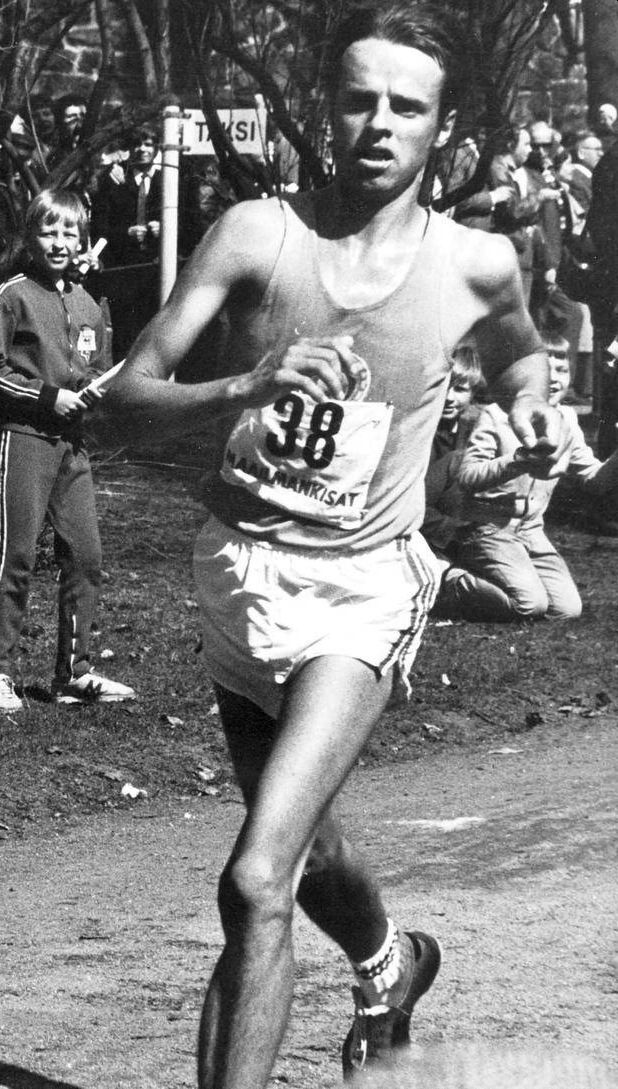
Lasse Virén, 1971

Virén war einer der herausragendsten Langstreckenläufer der 1970er Jahre. Bei den Olympischen Spielen 1972 in München und 1976 in Montréal schaffte er das so genannte Double und gewann jeweils über 5000 und 10.000 Meter die Goldmedaille. Seine Dominanz bei internationalen Wettbewerben der 1970er Jahre ist vergleichbar mit den Leistungen von Haile Gebrselassie in den späten 1990er Jahren und zu Beginn des neuen Jahrtausends. Virén führte die Tradition der „fliegenden Finnen“ fort, begründet durch Läufer wie Hannes Kolehmainen, Paavo Nurmi und Ville Ritola.
Virén war Polizist in seinem Heimatort Myrskylä und wurde erstmals bei den Europameisterschaften 1971 in Helsinki einer breiten Öffentlichkeit bekannt. Er blieb damals aber noch im Schatten seines Landsmannes Juha Väätäinen, der die Läufe über 5000 und 10.000 Meter gewann, während Virén den siebten Platz über 5000 Meter und den 17. Platz über 10.000 Meter belegte. Bei den Olympischen Spielen 1972 in München war er der vierte Läufer, der sowohl über 5000 als auch über 10.000 Meter gewann. Vor ihm hatten dies nur Paavo Nurmi, Emil Zátopek und Wolodymyr Kuz geschafft. Legendär ist sein Sieg über 10.000 Meter, als er trotz eines Sturzes mit Weltrekordzeit gewann. Bei den Europameisterschaften 1974 in Rom gewann er die Bronzemedaille über 5000 Meter und belegte den siebten Platz über 10.000 Meter.
Bei den Olympischen Spielen 1976 in Montréal wiederholte er seinen Erfolg und gewann über beide Langdistanzen. Seine Siege waren nicht unumstritten: Auf der Ehrenrunde nach dem 10.000-Meter-Rennen trug Virén seine Schuhe in der Hand. Das IOC unterstellte ihm böse Absicht und meinte, das Logo sei für alle sichtbar gewesen (damals war Sponsoring noch verboten). Virén entgegnete, er habe am Fuß eine Blase gehabt.
Darüber hinaus wurde ihm vorgeworfen, er habe seine Leistung mit dem damals noch erlaubten Blutdoping gesteigert. Dabei wird Blut eingefroren und später dem Körper wieder zugeführt, um die Sauerstoffbindungsfähigkeit zu erhöhen. Virén selbst hat stets bestritten, solche Praktiken angewendet zu haben.
Bei den Olympischen Spielen 1980 in Moskau wurde Virén Fünfter über 10.000 Meter, nachdem er sich nur knapp für das Finale qualifiziert hatte. Er verzichtete daraufhin auf einen Start beim 5000-Meter-Lauf und startete dafür beim Marathon. Bei dem Lauf gehörte er lange Zeit der Spitzengruppe an, musste aber in der zweiten Rennhälfte aufgrund von Bauchschmerzen das Rennen aufgeben. Im Herbst 1980 beendete er seine Karriere. Virén ist in Finnland eine bekannte Persönlichkeit und war von 1999 bis 2007 sowie von 2010 bis 2011 Abgeordneter der konservativen Nationalen Sammlungspartei im finnischen Parlament.
Lasse Virén wurde 1972 und 1976 zu Finnlands Sportler des Jahres sowie 1972 zu Europas Sportler des Jahres gewählt. In der Nähe des Olympiastadion von Helsinki und in seiner Heimatstadt Myrskylä wurden ihm zu Ehren zwei lebensgroße Denkmäler errichtet. 2014 fand er Aufnahme in die IAAF Hall of Fame.

## Hintergrund
Virén bevorzugte das Training im Wald. Er schwor auf die Vorzüge dieses Trainings. Nach seinem Doppelsieg bei den Olympischen Spielen 1972 erklärte er: „Die Ruhe der Natur ist ein Faktor, der zur Stärkung der mentalen Kraft beiträgt; wenn du im Wald läufst, musst du ständig das Tempo und den Laufrhythmus ändern, um zum Beispiel Wurzeln auszuweichen, und das verlangt eine ständige Wachsamkeit, wie im Wettkampf.“ Sein Training beruhte auf den Prinzipien von Arthur Lydiard, dessen Einfluss durch seine Tätigkeit als Nationaltrainer Finnlands lange sichtbar war. Hierdurch gelang es vielen finnischen Läufern, genau zur richtigen Zeit in Topform zu sein.